# 過氧化銅
過氧化銅是一種無機化合物，分子式CuO2。

## 性質
其為銅的過氧化物，為暗橄欖綠色晶體或懸浮物。不溶於水或乙醇，但與一個水分子組成結晶水合物。在潮濕狀態下容易分解，除非保存於6℃以下。在乾燥環境下則更為穩定。

## 制备
它由稀釋的氨及氫氧化銅製備的施魏策爾試劑，在低溫下與過氧化氫溶液所得，而當中氨的份量必不可過多。
它亦可用冰點的過氧化氫溶液與氫氧化銅的懸浮物反應所得：
{\displaystyle {\mathsf {Cu(OH)_{2}+H_{2}O_{2}\ {\xrightarrow {0^{o}C}}\ CuO_{2}\cdot H_{2}O\downarrow +H_{2}O}}}
另一個方法是由氧化銅的細粉末與低溫的過氧化氫反應，但此過程十分緩慢。